# كأس نيوزيلندا 2005
كأس نيوزيلندا 2005 (بالإنجليزية: 2005 Chatham Cup)‏ هو موسم من كأس نيوزيلندا. فاز فيه سنترال يونايتد.